# Gastropholis vittata
Gastropholis vittata — вид ящірок родини ящіркових (Lacertidae). Мешкає в Східній Африці.

## Поширення і екологія
Gastropholis vittata мешкають в прибережних районах на крайньому південному сході Кенії, на сході Танзанії та на північному сході Мозамбіку. Вони живуть в тропічних лісах і чагарникових заростях, на висоті до 2000 м над рівнем моря.